# 부산혜원학교
부산혜원학교는 부산광역시 강서구 대저동에 위치한 정신지체아, 정서장애아를 위한 사립 특수학교이다.

## 연혁
- 2021.03.02	2021~2023학년도 특수학교 직업교육 중점학교 지정
- 2021학년도 AI(인공지능)선도학교 지정
- 2021.03.02	2021학년도 입학식
- 2021.02.19	유치원 34회, 초등학교 47회, 중학교 제 42회, 고등학교 제 21회, 전공과 6회 졸업
- 2020.03.02	제 7대 교장 김영숙 취임 및 2020학년도 입학식
- 2020.02. 18 	초등학교 제 48회, 중학교 제 41회, 고등학교 제 20회 졸업
- 2019. 03. 04일	2019학년도 입학식
- 2019.02.22	영아반 제9회, 유치원 제33회, 초등학교 제47회, 중학교 제40회, 고등학교 제19회 졸업
- 2018.03.02	2018학년도 입학식
- 2018.02.27	영아반 제8회, 유치원 제32회, 초등학교 제46회, 중학교 제39회, 고등학교 제18회 졸업
- 2017.03.02	 2017학년도 입학식
- 2017.02.21	영아반 제7회, 유치원 제31회, 초등학교 제45회, 중학교 제38회, 고등학교 제17회 졸업
- 2016.03.02	제 6대 교장 윤성현 취임 및 2016학년도 입학식
- 2016.02.19	영아반 제6회, 유치원 제30회, 초등학교 제44회, 중학교 제37회, 고등학교 제16회 졸업
- 2015.03.02	2015학년도 입학식
- 2015.02.16	영아반 제5회, 유치원 제29회, 초등학교 제43회, 중학교 제36회, 고등학교 제15회 졸업
- 2014.02.17	영아반 제4회, 유치원 제28회, 초등학교 제42회, 중학교 제35회, 고등학교 제14회 졸업
- 2013.02.21	영아반 제3회, 유치원 제27회, 초등학교 제41회, 중학교 제34회, 고등학교 제13회 졸업
- 2012.02.22	영아반 제2회, 유치원 제26회, 초등학교 제40회, 중학교 제33회, 고등학교 제12회 졸업
- 2011.02.18	영아반 제1회, 유치원 제25회, 초등학교 제39회, 중학교 제32회, 고등학교 제11회 졸업
- 2010.11.18	부산베데스다 합창단 창단 연주회
- 2010.03.02	영아반 1개반 인가(총21학급)
- 2010.02.19	유치원 제24회, 초등학교 제37회, 중학교 제31회, 고등학교 제10회 졸업
- 2009.02.19	유치원 제23회, 초등학교 제36회, 중학교 제30회, 고등학교 제9회 졸업
- 2006.03.01	제 4대 교장 강진운 취임
- 2006.02.28	제 3대 교장 박성명 퇴임
- 2005.02.17	유치부 제 19회, 초등부 제 32회, 중학부 제 26회, 고등부 제 5회 졸업

2001.03.01	순회학급 설치인가(초등부 1학급, 고등부 1학급)
- 2000.03.01	순회학급 설치인가(초등부 1학급)
- 2000.03.01	제 3대 교장 박성명 취임
- 2000.02.28	제 2대 교장 신창대 퇴임

1999.02.12	순회학급 설치인가(초등부 2학급, 중학부 1학급)
- 1997.12.10	고등부 설치인가(3학급)
- 1996.03.11	제 2대 교장 신창대 취임
- 1996.03.10	초대교장 유옥주 퇴임
- 1995.03.01	부산혜원학교로 교명 변경 및 정신지체아 입학 학칙 변경
- 1987.02.26	유치부 제 1회 수료
- 1986.03.09	유치부 설립인가(1학급)
- 1980.02.27	중학부 1회 졸업
- 1977.01.31	중학부 설치인가(3학급)
- 1974.02.16	초등부 1회 졸업
- 1972.07.01	혜성 구화학교 개교(초등 6학급), 초대교장 유옥주 취임
- 1972.05.24	혜성 구화학교 설립인가
- 1965.04.30	경남 맹아학원 설립인가